# Villa comunale di Nocera Inferiore
La villa comunale di Nocera Inferiore, dedicata al generale Roberto de Sauget, si trova in via Solimena, di fronte all'imponente edificio della ex-caserma Tofano.

## Ilgiardino di delizie
Il parco nasce come giardino di delizie del palazzo ducale dei Carafa. Fu attrezzato a partire dal 1530, quando il duca Ferdinando I Carafa decise di dotare la propria famiglia di un palazzo in pianura, abbandonando la residenza presso il Castello del Parco. 
L'area prescelta, all'interno del quartiere del Borgo, era adiacente al versante meridionale della collina di Sant'Andrea. Il giardino fu attrezzato con numerose statue e giochi d'acqua che sfruttavano la naturale pendenza del monte. 
Una testimonianza diretta sulla sistemazione del parco ci è pervenuta tramite Simone Lunadoro, vescovo di Nocera de' Pagani dal 1602 al 1610. Ospite del duca Francesco Maria Carafa, il presule descrive l'area come un: «nobilissimo Giardino, ripieno di Cedri, Limoni, Aranci, Mortelle, et altre nobilissime piante [...] rinfrescate in ogni tempo da copia grande di acqua viva». Il prelato senese parla anche di «una sotterranea grotta, tutta con statue, pitture, grotteschi [...] statue leggiadramente intagliate in marmo, da mano di molto eccellente scultore» concludendo, a suo dire, che l'opera dei duchi di Nocera «non ceda alli più delitiosi Giardini di Napoli, e di Roma ancora».

## La villa comunale
La sistemazione attuale risale al 1835 circa e contiene un arredo da giardino in stile neogotico realizzato su più livelli. Al centro un busto bronzeo dell'artefice di questa messa in opera, il generale Roberto De Sauget (comandante della Piazza di Nocera) volge le spalle alla caserma, per devozione verso la Madonna che ha di fronte per alcuni, per sfregio al palazzo ducale secondo altri.
Nel 1969 l'amministrazione comunale affidò all'architetto napoletano Vittorio De Feo la realizzazione di una biblioteca.. 
Accanto agli elementi architettonici di stile neogotico, di interesse sono le due grandi scalinate d'ingresso, la statua di un leone, e i viottoli che salgono sulla collina. Fa parte dell'arredo della villa anche una possente statua acefala di armato. 
Al secondo livello vi è un edificio, che fino a qualche anno fa è stato utilizzato come casa del custode, anch'esso in stile neogotico.

## Flora della villa
All'interno della villa sono presenti diverse piante secolari, come una magnolia di quasi 300 anni, una Cycas (tra i 250 ed i 300 anni) delle Cercis siliquastrum o alberi di Giuda di oltre 100 anni, e lecci, di oltre 200 anni.

## Galleria d'immagini

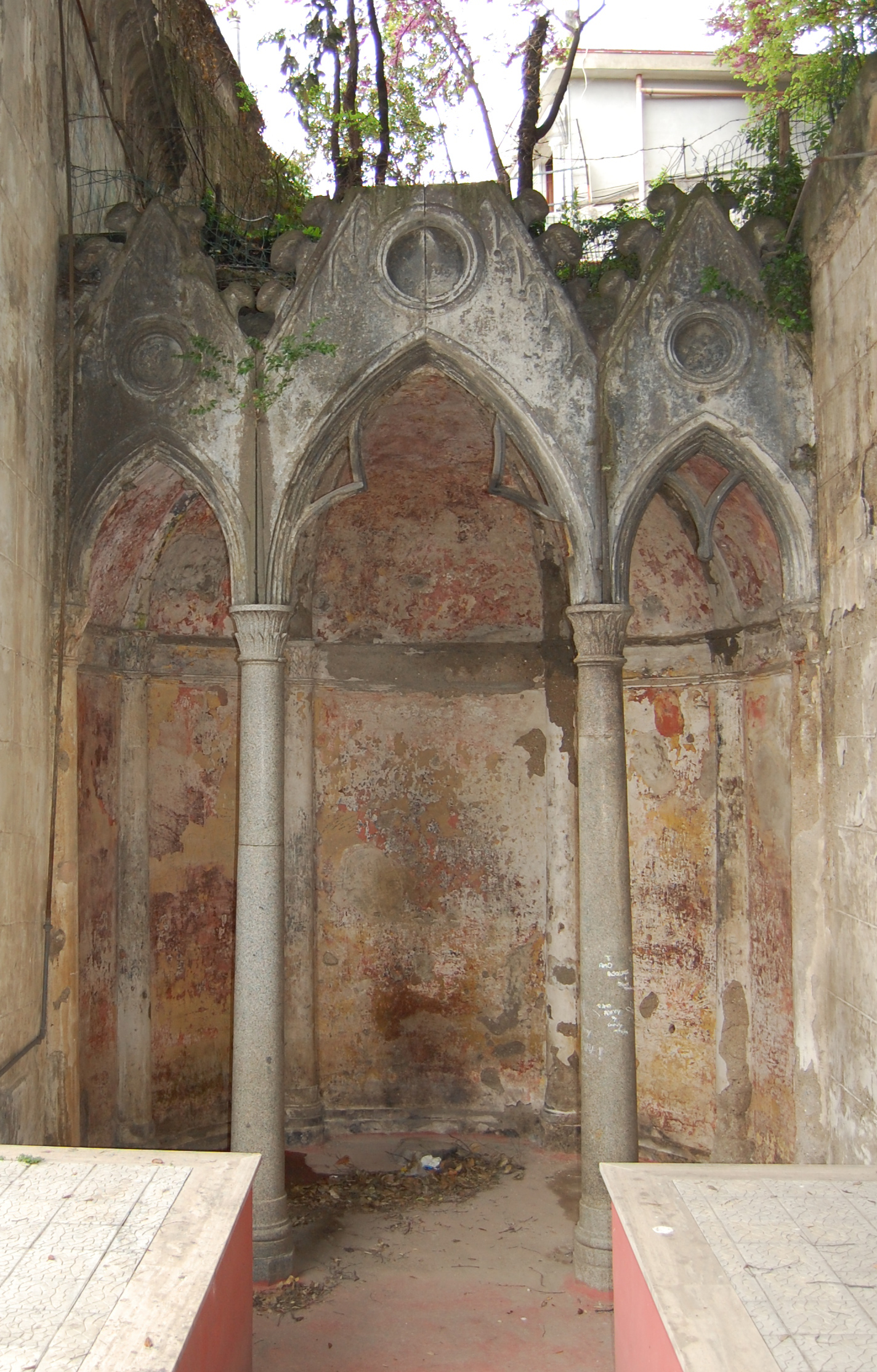
Elementi decorativi del giardino
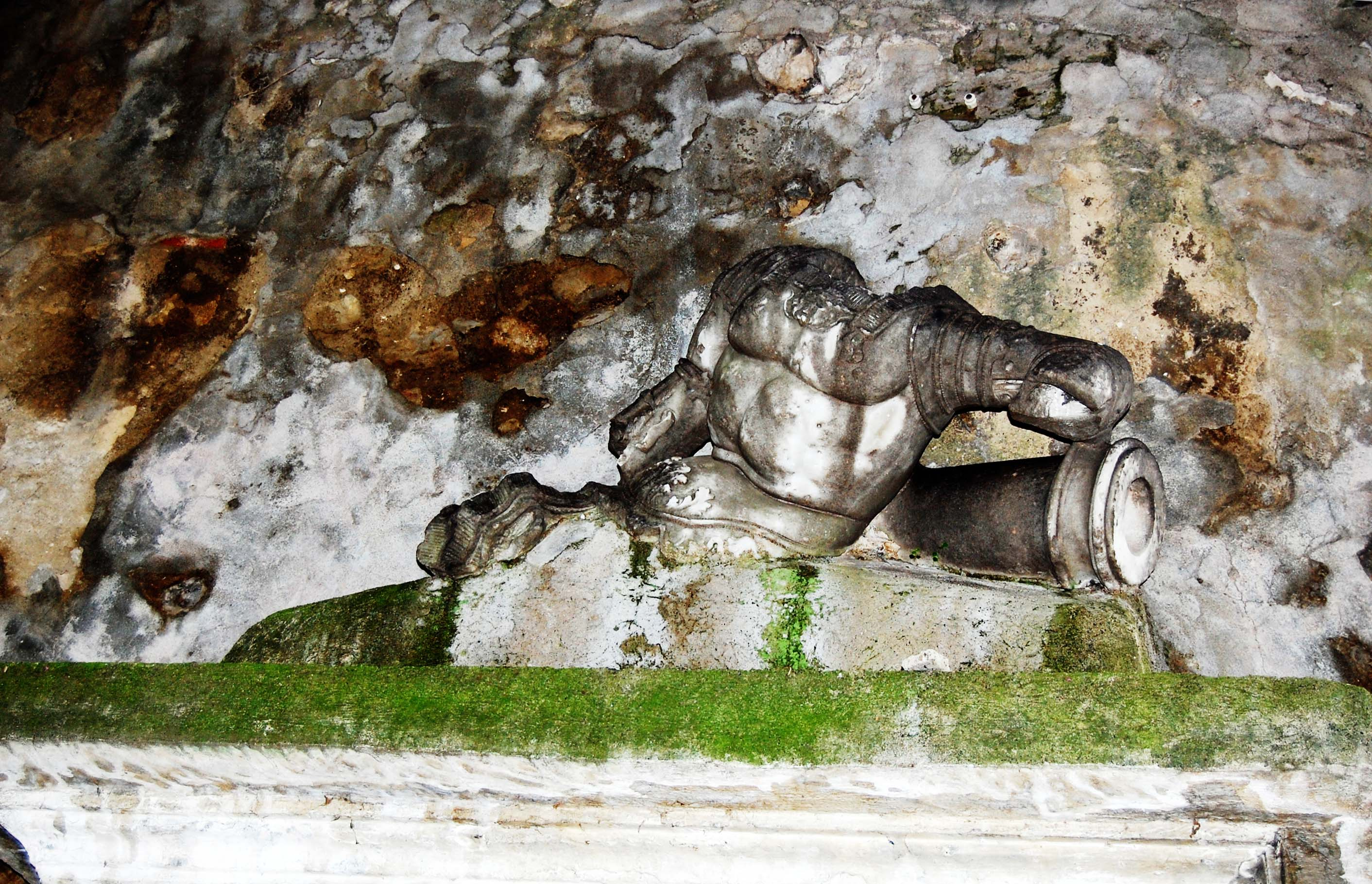
Statua acefala
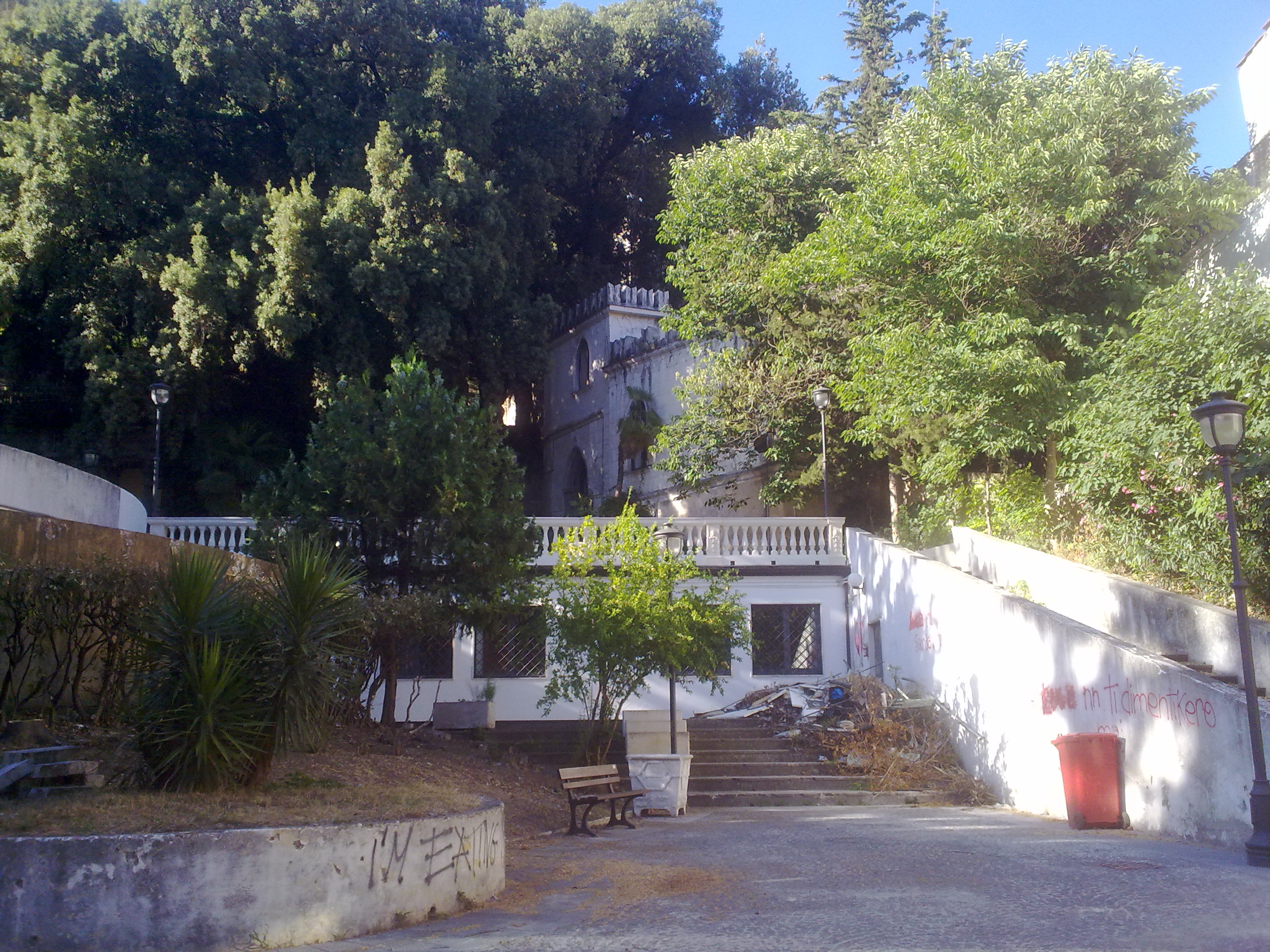
Veduta della ex casa del custode
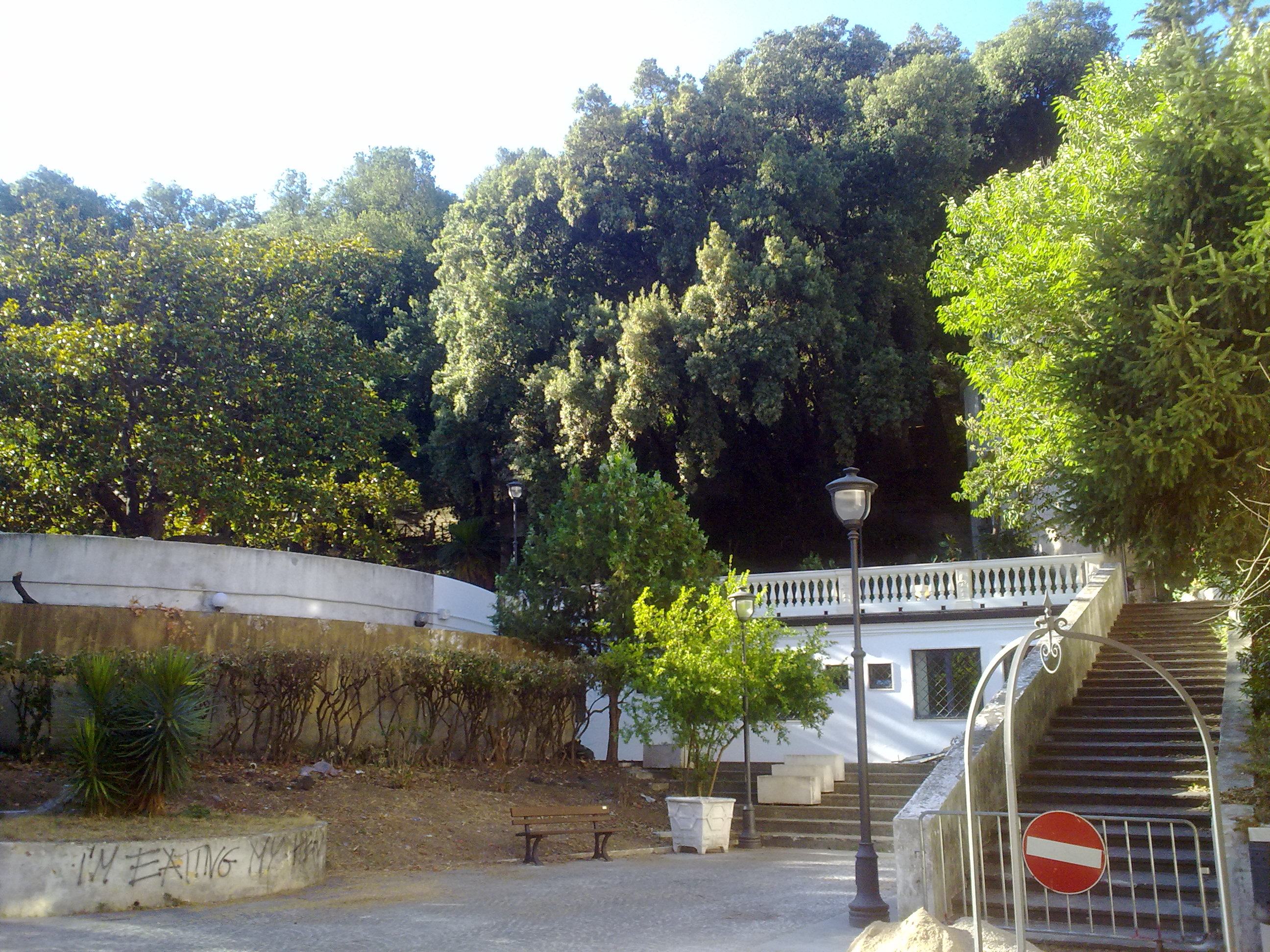
Scalinata d'accesso
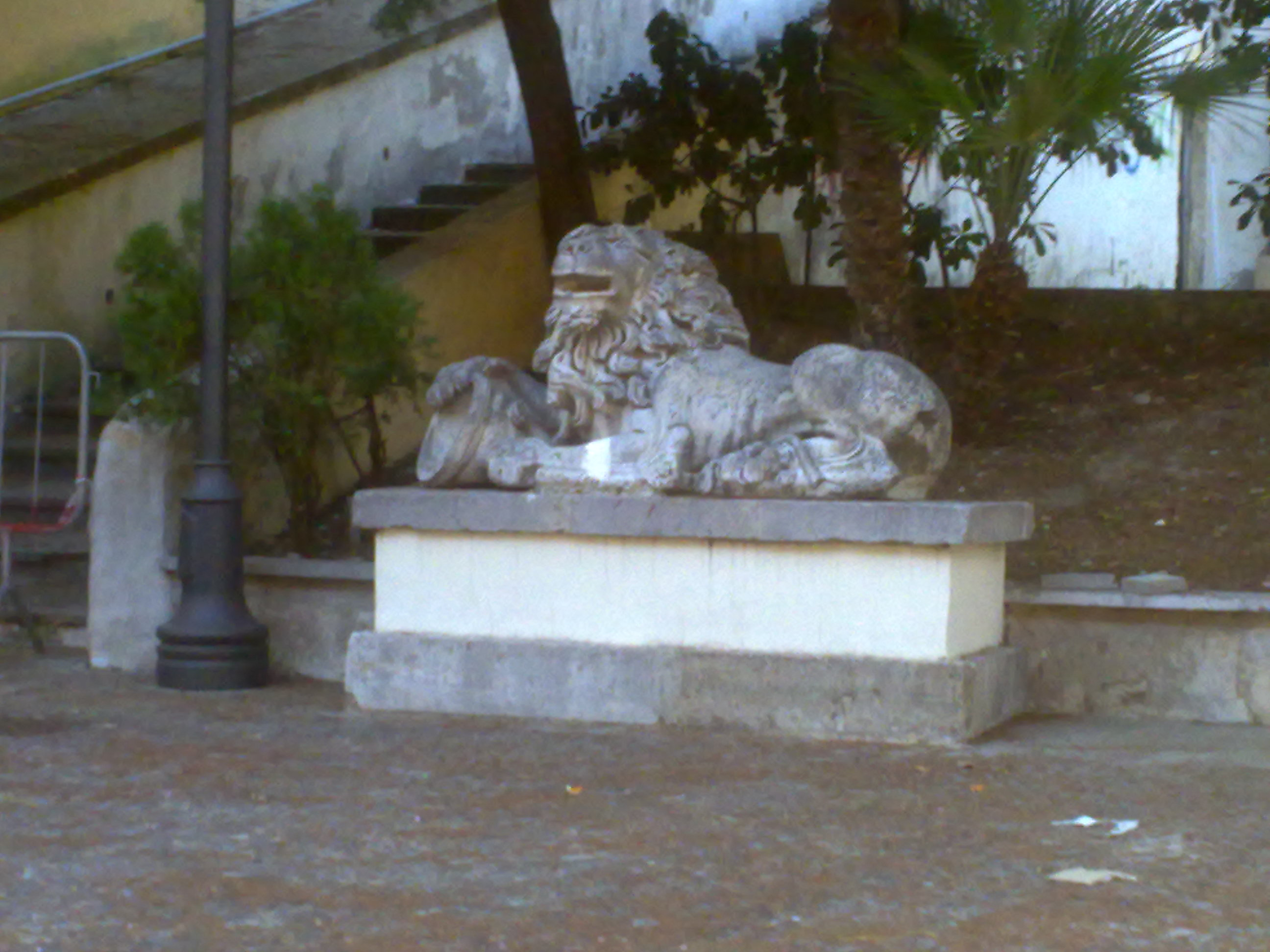
Particolare del primo livello